# Cities: Skylines
Cities: Skylines è un videogioco gestionale sviluppato da Colossal Order e pubblicato da Paradox Interactive per Microsoft Windows, macOS, Linux, Xbox One, PlayStation 4 e Nintendo Switch. È il seguito di Cities in Motion 2 e fa quindi parte della omonima serie, anche se ne modifica in maniera sostanziale la struttura di gioco, passando dalla gestione dei trasporti cittadini a un vero city-building.
Al 22 giugno 2022 sono state vendute più di 12 milioni di copie.
Nel 2017 il Museo Finlandese dei Giochi (Suomen pelimuseo, dedicato anche a giochi non elettronici) lo annoverò tra i suoi primi 100 classici giochi finlandesi.

## Modalità di gioco
Il videogiocatore impersona i panni del sindaco di una nuova città. La mappa di gioco presenta inizialmente solo un collegamento alla rete autostradale e ferroviaria da cui giungeranno i nuovi cittadini e le merci. Si dovrà quindi costruire un sistema stradale e allocare terreni per la costruzione di edifici che sono suddivisi in residenziali, commerciali, industriali e uffici. Lo sviluppo di tali aree è gestito da un sistema di domanda e offerta in cui le fabbriche richiedono personale più o meno specializzato, e producono beni che sono forniti alle attività commerciali che li rivendono ai cittadini, e, dipendentemente dalla felicità e dal consenso dei cittadini, dei commercianti e degli imprenditori industriali, la richiesta delle aree può aumentare o diminuire. Le nuove costruzioni avranno inizialmente necessità di elettricità, acqua e sistema fognario ma, con l'aumentare della popolazione, aumenteranno anche le necessità e sarà richiesto al giocatore di costruire stazioni di polizia e dei pompieri, ospedali, cimiteri, parchi, scuole e numerosi sistemi di trasporto.
Maggiori saranno le richieste soddisfatte, più le abitazioni, negozi, uffici e fabbriche si evolveranno fino a trasformarsi in edifici ad alta densità ovvero grattacieli che ospiteranno anche cittadini con Status sociale più elevato, saranno quindi più ricchi e per questo accresceranno (tramite le tasse) il capitale della città.
La gestione dei soldi, delle tasse e delle spese di mantenimento dei servizi pubblici saranno fondamentali per l'accrescimento della città, il giocatore dovrà quindi cercare di avere abbastanza denaro per poter mantenere le strutture quali: ospedali, stazione di polizia, centrali elettriche, strade ecc. senza però portare le tasse ad un livello troppo alto, cosa che porterebbe ad un discontento generale da parte dei cittadini che in certi casi decideranno di abbandonare la città.
Il giocatore potrà anche decidere di specializzare le industrie per l'estrazione di determinate risorse o focalizzare le attività commerciali al turismo. Infine potrà gestire i distretti con norme specifiche ed espandere l'area edificabile acquistando nuove zone confinanti.

## Mod ed editor
La versione PC del gioco supporta le mod sia per inserire nuovi edifici e mappe da cui avviare la costruzione, sia per modifiche al gameplay. Il sistema è integrato nel videogioco e si avvale dello Steam workshop per caricare e condividere le proprie mod. Gli asset per introdurre nuovi edifici vanno realizzati con programmi di modellazione 3D, ma il gioco offre un editor interno per poter decorare gli edifici e calibrare i vari parametri. Lo stesso editor permette di realizzare nuove mappe di gioco, assets (ad esempio parchi, ma anche depositi per i mezzi pubblici e via dicendo) e costruire svincoli stradali da riutilizzare.

## Patch
Lo sviluppatore adotta una strategia aggressiva per la lotta alla pirateria, basato sulla distribuzione di patch molto frequenti ed attente alle esigenze della comunità di utenti. Grazie a tale strategia da una parte si pone in difficoltà la comunità degli hacker, dall'altra si offre una esperienza di gioco in continuo miglioramento agli acquirenti rispetto ai giocatori illegali. Tale approccio, enunciato esplicitamente dal direttore di Paradox Interative Sham Jorjani, si è mostrato efficace ed apprezzato dalla comunità dei gamer, al punto che a distanza di due anni dall'uscita del gioco le vendite non hanno risentito della temporanea crisi sui mercati esteri dovuta ad un aumento dei prezzi indotto dal cambio del dollaro, a differenza di altri titoli dello stesso sviluppatore.

## Espansioni
Le DLC o espansioni offrono un contenuto evidente e pubblicizzato, come ad esempio scenari innevati per l'espansione Snowfall, ed elementi di gioco extra slegati dal tema dell'espansione, come ad esempio i tram per Snowfall. Per ottenere gli elementi di gioco extra, spesso essenziali per poter caricare mappe o scenari evoluti, l'utente è obbligato ad acquistare l'intera espansione.
- After Dark: disponibile dal 24 settembre 2015 si focalizza sul ciclo giorno-notte con le relative attività notturne e l'illuminazione di edifici e strade; aggiunge inoltre la specializzazione per le aree costiere, alcuni nuovi sistemi di trasporto come taxi e piste ciclabili e nuove strutture come la prigione e l'aeroporto internazionale.[8]
- Art Deco: disponibile dal 16 settembre 2016; aggiunge nuovi edifici in stile Deco tra cui 6 edifici residenziali, 6 edifici commerciali e 3 edifici unici.
- Snowfall: disponibile dal 20 ottobre 2016 introduce scenari innevati dove alla gestione classica della città si aggiunge la pulizia delle strade con gli spazzaneve e i problemi di riscaldamento. Non vengono introdotti cambiamenti stagionali, a differenza di quanto sembra intendere il messaggio promozionale: le mappe si dividono in innevate o non innevate e la neve è statica. Viene introdotto il tram come nuovo mezzo di trasporto pubblico.[9]
- Natural Disasters: disponibile dal 26 novembre 2016 introduce le catastrofi naturali e mezzi per riuscire a contenere le emergenze, tra cui elisoccorsi, torri di controllo per gli incendi, torri radio per soccorsi tempestivi. L'espansione aggiunge anche l'Editor Scenario, con cui creare scenari e città.[10]
- Mass Transit: disponibile dal 18 maggio 2017, aggiunge mezzi di trasporto di massa quali la monorotaia, i dirigibili e la funivia, oltre a nuovi tipi di strade, paesaggi e scenari.[11]
- Concerts: disponibile dal 17 agosto 2017. Aggiunge la possibilità di costruire palchi per organizzare concerti e tour musicali.
- Green City: disponibile dal 19 ottobre 2017,[12] aggiunge 350 assets incentrati sull'ideologia eco-friendly, come edifici con giardini verticali e auto elettriche.[13]
- European Suburbia: disponibile dal 19 ottobre 2017. Permette di creare quartieri in stile europeo.
- Industries: disponibile dal 23 ottobre 2018,[14] aggiunge una nuova gestione delle zone produttive della città e nuove mappe.[14]
- Match day: disponibile dal 16 ottobre 2018. Offre la possibilità di costruire stadi da calcio di quattro squadre: PSG (Parque de Princes), Chelsea (Stamford Bridge), Barcellona (Camp Nou) e Juventus (Allianz Stadium).

## Sequel
Il 6 marzo 2023, tramite un video-trailer caricato sul canale YouTube Cities: Skylines, viene annunciato il sequel Cities: Skylines II. Il 28 settembre 2023, attraverso il sito della Paradox Interactive, la società annuncia il posticipo del gioco su PlayStation 5 e Xbox alla primavera del 2024, confermando la data di uscita del 24 ottobre 2023 solamente per la versione PC. Tra le caratteristiche figurano delle meccaniche di gioco più robuste, tra cui un capacità di mod avanzate e sistemi economici e di trasporto pubblico totalmente realistici. Il gioco continuerà a utilizzare Unity come motore grafico e consentirà un campo di gioco maggiore: se il primo Cities: Skylines consentiva di utilizzare solamente nove riquadri di gioco (aumentati a 25 con la versione Remastered), nel sequel sarà possibile costruire su 150 porzioni di terreno per singola città. La grandezza, quindi se saranno più estesi o meno rispetto al suo predecessore, non è ancora stata dichiarata.